# Puente Nacional (kommun i Colombia, Santander, lat 5,82, long -73,69)
Puente Nacional är en kommun i Colombia.   Den ligger i departementet Santander, i den centrala delen av landet, 140 km norr om huvudstaden Bogotá. Antalet invånare är 14 538.